# الزاوية القديمة بتيجمة
 الزاوية القديمة بتيجمة  هو معلم أثري تونسي مصنف من قبل المعهد الوطني للتراث يقع في ولاية قابس في الجنوب الشرقي التونسي، تحديد في مدينة معتمدية مطماطة الجديدة تم تصنيف المعلم في يوم 26 جانفي 2024 .

## مقالات ذات صلة
- قائمة المعالم الأثرية المصنفة في تونس